# The Rapture
The Rapture är ett  amerikanskt indierockband bildat 1998 i New York. Bandet blandar många genrer som post-punk, acid house, disco, electronica och rock, och återupplivade tillsammans med andra band genren Post-punk revival.

## Medlemmar
- Luke Jenner - sång, gitarr (1998–2008, 2008–2013, 2019–)
- Vito Roccoforte - trummor (1998–2013, 2019–)
- Gabriel Andruzzi - keyboard, saxofon, bas, percussion, bakgrundssång (2002-2013, 2019–)
- Brooks Bonstin - bas, bakgrundssång
- Christopher Relyea - keyboard, bakgrundssång
- Matt Safer - bas, bakgrundssång (2001-2009)

## Diskografi
Studioalbum
- 1999 – Mirrors
- 2003 – Echoes
- 2006 – Pieces of the People We Love
- 2011 – In The Grace of Your Love

EP
- 2001 – Out of the Races and Onto the Tracks
- 2004 – Live From Bowery Ballroom, NYC
- 2012 – In the Grace of Your Love

Singlar
- 2000 - The Chair That Squeaks / Dumb Waiters
- 2002 - House of Jealous Lovers
- 2002 - Olio (Remix)
- 2003 - Give Me Every Little Thing / Killing (delad singel med The Juan Maclean)
- 2003 - Sister Saviour (DFA Remix)
- 2004 - Love Is All
- 2004 - I Need Your Love (Remixes)
- 2006 - Get Myself Into It (Radio Edit) / Crimson Red
- 2006 - W.A.Y.U.H (Whoo! Alright - Yeah... Uh Huh) (People Don't Dance No More)
- 2007 - Pieces of the People We Love
- 2007 - The Sound
- 2011 - Children
- 2011 - How Deep Is Your Love?
- 2011 - Sail Away

Samlingsalbum
- 2008 – Tapes